# Nilay Konar
Nilay Konar est une ancienne joueuse de volley-ball turque née le 30 août 1980 à Ankara. Elle mesure 1,91 m et jouait au poste de centrale. Elle a totalisé 49 sélections en équipe de Turquie.

## Clubs
| Club                  | De        | À         |
| --------------------- | --------- | --------- |
| Emlakbank Ankara      | 1998-1999 | 1998-1999 |
| 75.Yıl Deniz Nakliyat | 1999-2000 | 1999-2000 |
| Kocaelispor İzmit     | 2000-2001 | 2002-2003 |
| Türk Telekom Ankara   | 2004-2005 | 2004-2005 |
| Eczacıbaşı İstanbul   | 2005-2006 | 2006-2007 |
| Türk Telekom Ankara   | 2007-2008 | 2008-2009 |
| MKE Ankaragücü        | 2009-2010 | 2009-2010 |
| TED Ankara Kolejliler | 2010-2011 | 2010-2011 |
| Galatasaray İstanbul  | 2011-2012 | 2012-2013 |
| Beşiktaş İstanbul     | 2013-2014 | 2013-2014 |

## Palmarès
- Championnat de Turquie
  - Vainqueur : 2006, 2007.
- Coupe de la CEV
  - Finaliste :2012.
- Coupe de Turquie
  - Finaliste :2012.
- Supercoupe de Turquie
  - Finaliste: 2012.
- Challenge Cup
  - Finaliste : 2014.